# Trichoplusia sogai
Trichoplusia sogai är en fjärilsart som beskrevs av Claude Dufay 1968. Trichoplusia sogai ingår i släktet Trichoplusia och familjen nattflyn. Inga underarter finns listade i Catalogue of Life.